# Hyperbaena axilliflora
Hyperbaena axilliflora là một loài thực vật có hoa trong họ Biển bức cát. Loài này được (Griseb.) Urb. mô tả khoa học đầu tiên năm 1899.